# Shayne Burgess
Shayne Burgess (* 1. Juni 1964 in Hastings) ist ein englischer Dartspieler. Er tritt unter dem Spitznamen The Bulldog an.

## Werdegang
Shayne Burgess begann seine internationale Karriere 1989 bei der British Darts Organisation. 1992 erreichte er bei den British Open das Viertelfinale, ein Jahr später stand er bei den Winmau World Masters ebenfalls im Viertelfinale. Bei der BDO-Weltmeisterschaft 1994 scheiterte er bereits in der ersten Runde mit 0–3 gegen Steve McCollum. Noch im gleichen Jahr wechselte er zum Konkurrenzverband, der Professional Darts Corporation (PDC).
In den Jahren 1995 bis 1997 scheiterte er bei der Weltmeisterschaft jeweils bereits in der Gruppenphase. Bei der PDC-Weltmeisterschaft 1998 scheiterte er erst im Viertelfinale gegen den späteren Weltmeister Phil Taylor mit 0–4. Ein Jahr später bei der PDC-Weltmeisterschaft 1999 scheiterte er im Halbfinale mit 4–5 nur knapp gegen Peter Manley und verpasste so den Finaleinzug gegen Taylor. 2000 scheiterte er gegen Dennis Priestley im Viertelfinale. 1999 und 2000 konner er sich im World Grand Prix jeweils im Finale nicht gegen Phil Taylor durchsetzen und verlor mit 1–6. 2000 gewann er jedoch die PDC Northern Ireland Open sowie die German Open. Zwischen 2001 und 2003 war für Burgess bereits in der Rundenphase die Weltmeisterschaft beendet. Bei der UK Open 2003 stand er im Finale ebenfalls erneut gegen Phil Taylor, scheiterte aber erneut deutlich mit 18–8.
2007 wechselte er von der PDC zurück zur BDO, konnte dort aber keine großen Erfolge mehr erzielen. Sein bislang letztes Turnier bestritt er im Oktober 2012, nachdem er bei der BDO-Weltmeisterschaft 2012 bereits in der Qualifikationsrunde ausgeschieden war.

## Erfolge
- 2000 German Open
- 2000 PDC Northern Ireland Open

## Weltmeisterschaftsresultate

### BDO
- 1994: 0:3-Niederlage gegen  Steve McCollum

### PDC
- 1995: Gruppenphase (0:3-Niederlage gegen  Eric Bristow, 2:3-Niederlage gegen  Rod Harrington)
- 1996: Gruppenphase (0:3-Niederlage gegen  Phil Taylor, 3:1-Sieg gegen  Cliff Lazarenko)
- 1997: Gruppenphase (3:2-Sieg gegen  Rod Harrington, 1:3-Niederlage gegen  Sean Downs)
- 1998: Viertelfinale (0:4-Niederlage gegen  Phil Taylor)
- 1999: Halbfinale (4:5-Niederlage gegen  Peter Manley)
- 2000: Viertelfinale (4:5-Niederlage gegen  Dennis Priestley)
- 2001: 1. Runde (0:3-Niederlage gegen  Roland Scholten)
- 2002: Achtelfinale (1:6-Niederlage gegen  Phil Taylor)
- 2003: 2. Runde (1:4-Niederlage gegen  Roland Scholten)